# Alejandro Parodi
Alejandro Parodi   (Ciudad Obregón, 23 de juliol de 1928 - Tequisquiapan, 26 d'agost de 2011) va ser un actor mexicà. Fou fill de l'escriptora Enriqueta de Parodi i d'un pintor italià.